# Christoph Klingan
Christoph Klingan (* 1977 in München) ist ein deutscher römisch-katholischer Geistlicher und Generalvikar des Erzbistums München und Freising.

## Leben
Christoph Klingan wuchs in Baldham bei München auf. Er studierte von 1997 bis 2001 an der Bayerischen Beamtenfachhochschule, der heutigen Hochschule für den öffentlichen Dienst in Bayern, mit Abschluss Diplom-Verwaltungswirt (FH). Er war anschließend Beamter der Landeshauptstadt München.
2001 trat er in das Münchner Priesterseminar St. Johannes der Täufer ein und studierte Theologie an der Ludwig-Maximilians-Universität München. 2003 führte er als Germaniker im römischen Pontificium Collegium Germanicum et Hungaricum de Urbe sein Theologiestudium an der Päpstlichen Universität Gregoriana mit Lizentiat 2009 fort. 2007 wurde er zum Diakon in München geweiht. 2008 empfing er die Priesterweihe in Rom und hielt anschließend seine Primiz in der Kirche Santo Stefano Rotondo. seine Heimatprimiz hatte er in Baldham. Christoph Klingan war von 2009 bis 2011 Kaplan an St. Nikolaus in Rimsting am Chiemsee, 2011 wechselte er als Erzbischöflicher Kaplan und Sekretär sowie Büroleiter von Kardinal Marx in das Münchner Ordinariat. Von 2016 bis 2019 war Klingan Pfarrer an St. Michael in Poing.
2019 wurde er zum stellvertretender Generalvikar der Erzdiözese München und Freising bestellt. Zum 1. Januar 2020 berief ihn Reinhard Kardinal Marx zum Generalvikar der Erzdiözese München und Freising.
Christoph Klingan engagiert sich für zahlreiche Sozialprojekte im Heiligen Land. 2022 wurde er von Kardinal-Großmeister Fernando Filoni in den Ritterorden vom Heiligen Grab zu Jerusalem aufgenommen und am 14. Mai 2022 in München durch Erzbischof Reinhard Marx, Großprior des Ordens in Deutschland, in die deutsche Statthalterei des Päpstlichen Ritterordens investiert.